# Günther Sager
Günther Sager (* 4. Juni 1923 in Rostock; † 27. Dezember 1991) war ein deutscher Ozeanograph.
1942 legte Sager an der Oberrealschule in Rostock die Reifeprüfung ab und begann an der TH Stuttgart ein Studium in der Fachrichtung Bauingenieurwesen. Im folgenden Jahr wurde er zum Kriegsdienst eingezogen und begann 1946 ein Studium Mathematik und Physik an der Universität Rostock, das er 1950 mit dem Staatsexamen für das höhere Lehramt abschloss. An der Universität Leipzig promovierte er 1961 zum Dr. rer. nat. und habilitierte im Jahre 1964. In dieser Zeit hatte er Lehraufträge in Greifswald und Warnemünde. 
Ab 1952 betrieb er Meeresforschung im Ostsee-Observatorium des Seehydrographischen Dienstes und seit 1958 im Institut für Meereskunde Warnemünde, anfangs zu Problemen der Wasserstands- und Eisvorhersage. Dann fesselte ihn das Aufgabengebiet Gezeiten des Meeres. Über zehn Jahre beschäftigte er sich dann mit Fragen der Meeresakustik und anschließend mit Problemen der Biometrie, speziell der Parametrisierung von empirischen Wachstumskurven. Nach schwerer Erkrankung ging er 1987 in den vorzeitigen Ruhestand. Er verfasste rund 450 wissenschaftliche und populärwissenschaftliche Publikationen, darunter acht Bücher und Atlanten.  

## Veröffentlichungen
- Gezeitenvoraussagen und Gezeitenrechenmaschinen; 1955 (Unter Mitw. v. Wilhelm Oehmisch, Otto Miehlke)
- Gezeiten  und  Schiffahrt; 1959
- Ebbe und Flut; 1960
- Naturgewalt Meer; 1972
- Mensch und Gezeiten; 1987
- Schiffe, Schlachten und Gezeiten; 1990